# Fernando Figueroa
General Fernando Figueroa (1849 em Ilobasco - 16 de junho de 1919) foi presidente de El Salvador de 1 de março de 1907 a 1 de março de 1911. Foi o último de uma série de governantes militares que haviam governado o país desde a década de 1880.
Teve seis filhos e, eventualmente, dois de seus netos se tornariam figuras importantes no cenário político. Fabio Castillo Figueroa tornou-se um dos líderes nos primórdios do movimento guerrilheiro de esquerda e Alfredo Avila Figueroa se tornou o mais jovem prefeito da cidade de San Salvador e, mais tarde, governador da província de San Salvador.